# Кызгарин, Букен
Букен Кызгарин (Бокен Кизгарин, род. 1941) — советский работник сельского хозяйства (овцевод), Герой Социалистического Труда.
Прошёл трудовой путь от рядового чабана до председателя исполкома Олентинского сельского Совета народных депутатов; заслуженный работник сельского хозяйства Казахской ССР (1970). Был участником ВДНХ СССР и Всесоюзного слёта молодых чабанов (1967).

## Биография
Родился 5 июня 1941 года в селе Зелёная роща Краснокутского района (ныне Актогайского) Павлодарской области в семье чабана.
Его родители — Акильшиновы Кулянда и Кызгар — более пятнадцати лет проработали чабанами во втором отделении совхоза «Аккольский» Краснокутского района Павлодарской области, а сам Букен с ранних лет помогал им.
Окончив семилетнюю школу — в 1956 году поступил на курсы трактористов. Освоив профессию тракториста, стал трудиться в родном совхозе «Аккольский».
С 1960 по 1979 годы работал старшим чабаном во втором отделении совхоза «Аккольский». В 1975 году закончил Аккольскую среднюю школу рабочей молодежи.
Член КПСС. Как коммунист и передовик производства, Кызгарин был направлен в 1979 году на учёбу в Алма-Атинскую высшую партийную школу, которую успешно окончил в 1983 году.
В августе 1983 года Букена Кызгарина назначили председателем исполкома Олентинского сельского Совета народных депутатов; с 1991 по 1998 годы он был председателем профкома совхоза «Олентинский».
С 2001 года Кызгарин проживает в Экибастузе. В настоящее время находится на пенсии, принимает активное участие в общественной жизни города Экибастуза.
В 2011 году отмечалось 70 лет со дня его рождения.
- Документы Букена Кызгарина вошли в созданную в Государственном архиве Павлодарской области Коллекцию дел и документов Героев Социалистического Труда[1].
- Также в архивах хранятся очерк о Кызгарине и его фотография[2].

## Награды и звания
- Указом Президиума Верховного Совета СССР от 6 сентября 1973 года Кызгарин Букен удостоен высокого звания Героя Социалистического Труда с вручением ордена Ленина и Золотой звезды «Серп и молот».
- Награждён орденами Ленина (1973), Трудового Красного Знамени (1971), «Знак Почета» (1966), в 1957 году награждён медалью «За освоение целинных земель», в 1970 году — медалью «За доблестный труд в ознаменование 100-летия со дня рождения В. И. Ленина», в 1987 году — медалью «Ветеран труда»; за активное участие в развитии общественного овцеводства награждён множеством Почетных грамот. Также имеет награды Казахстана.
- В 1968 году имя Букена Кызгарина занесено в Золотую книгу почета республики.
- 30 апреля 1975 года был награждён знаком «Ударник девятой пятилетки».
- Награждён Главным комитетом ВДНХ СССР пятью медалями разных достоинств и несколькими грамотами.
- В 2004 году награждён медалью к 50-летию освоения целины.